# Maria-Schutz-Kapelle (Maikammer)
Die Maria-Schutz-Kapelle ist eine römisch-katholische Wallfahrtskirche im Pfälzerwald. Sie steht bei Maikammer im rheinland-pfälzischen Landkreis Südliche Weinstraße.

## Geografische Lage
Die Kapelle steht oberhalb von Alsterweiler, einem Ortsteil der Gemeinde Maikammer auf dem Gipfel des Wetterkreuzberges (400,7 m ü. NHN) im mittleren Teil der Haardt. Der Berg gehört wie der Breitenberg (545,2 m), der Taubenkopf (603,8 m), der Hüttenberg (620,1 m) oder die Kanzel (531,7 m) zu den Vorbergen des Kalmitmassivs (672,6 m). Er befindet sich in exponierter Lage direkt am Rand der Haardt, so dass er trotz der relativ geringen Höhe von Standorten der Rheinebene aus als markanter Berg mit der sichtbaren Kapelle am Gipfel wahrgenommen werden kann. Vom Bergvorsprung an der Kapelle fällt der Blick über die Oberrheinische Tiefebene bis zu den Bergen des Odenwaldes und des nördlichen Schwarzwaldes.

## Geschichte
Die Wetterkreuzkapelle wurde im Jahre 1953 erbaut und am 7. November 1953 vom Speyerer Bischof Isidor Markus Emanuel eingeweiht. Ihr Bau resultiert aus einem Gelöbnis von Frauen der Pfarrei Maikammer und dem Prälat Eichenlaub im Jahre 1944 als Dank für den Schutz vor einer möglichen Kriegszerstörung im Zweiten Weltkrieg. Bis in die 1960er Jahre fanden alljährlich am 1. Mai Prozessionen anlässlich des Festtages der heiligen Apostel Philippus und Jakobus innerhalb einer Gelöbniswallfahrt zuerst von der Pfarrkirche St. Kosmas und Damian, später von der Maria-Schmerzenskapelle in Alsterweiler zur Kapelle statt. An der Kapelle befindet sich ein Wetterkreuz, welches in der heutigen Form 1863 errichtet wurde. Nach einer Inschrift am Kreuz müssen Vorversionen schon vor 1845 existiert haben. Die Kapelle und das Wetterkreuz sind als Kulturdenkmale der Gemeinde Maikammer ausgewiesen.

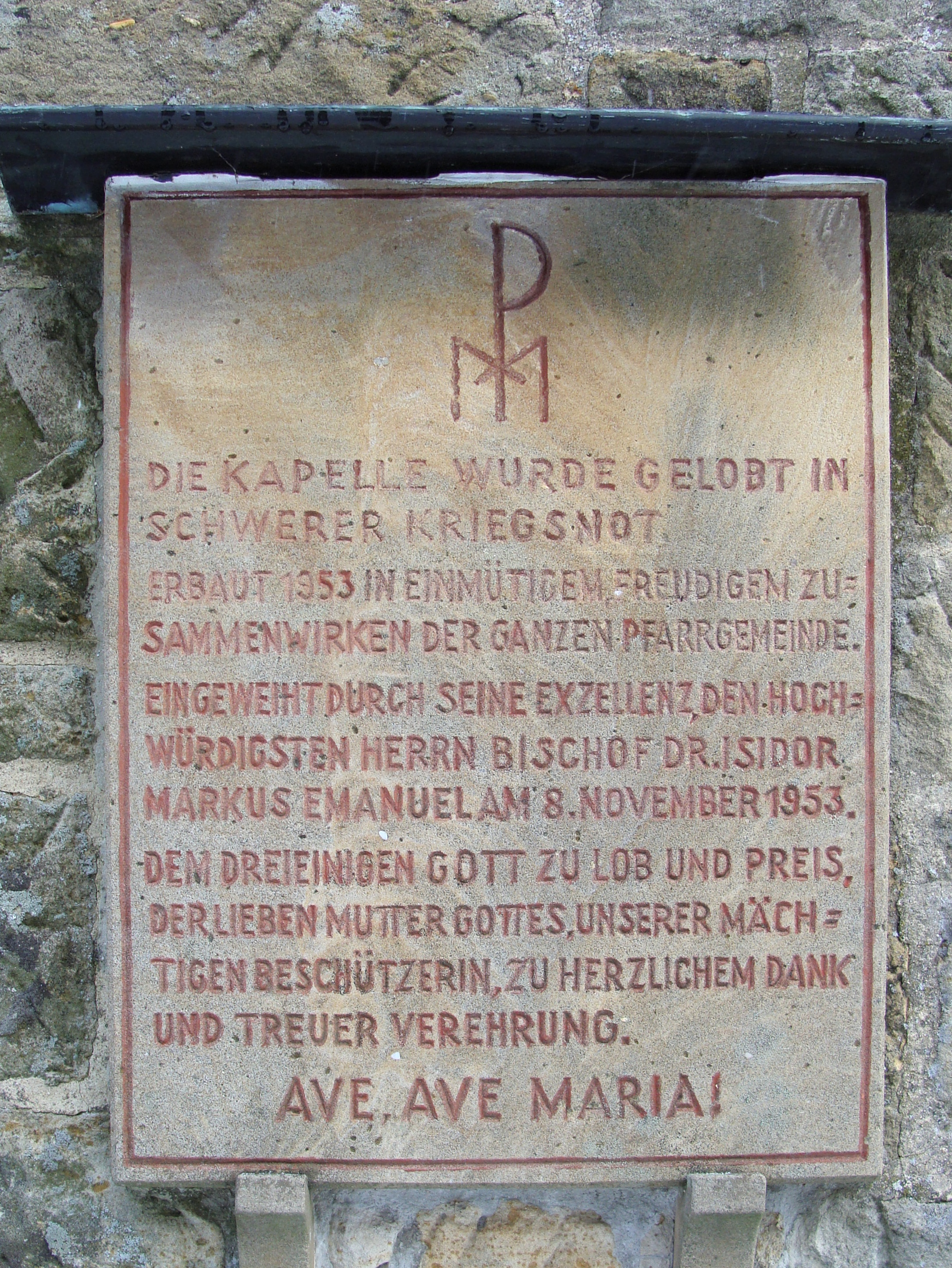
Erinnerungstafel
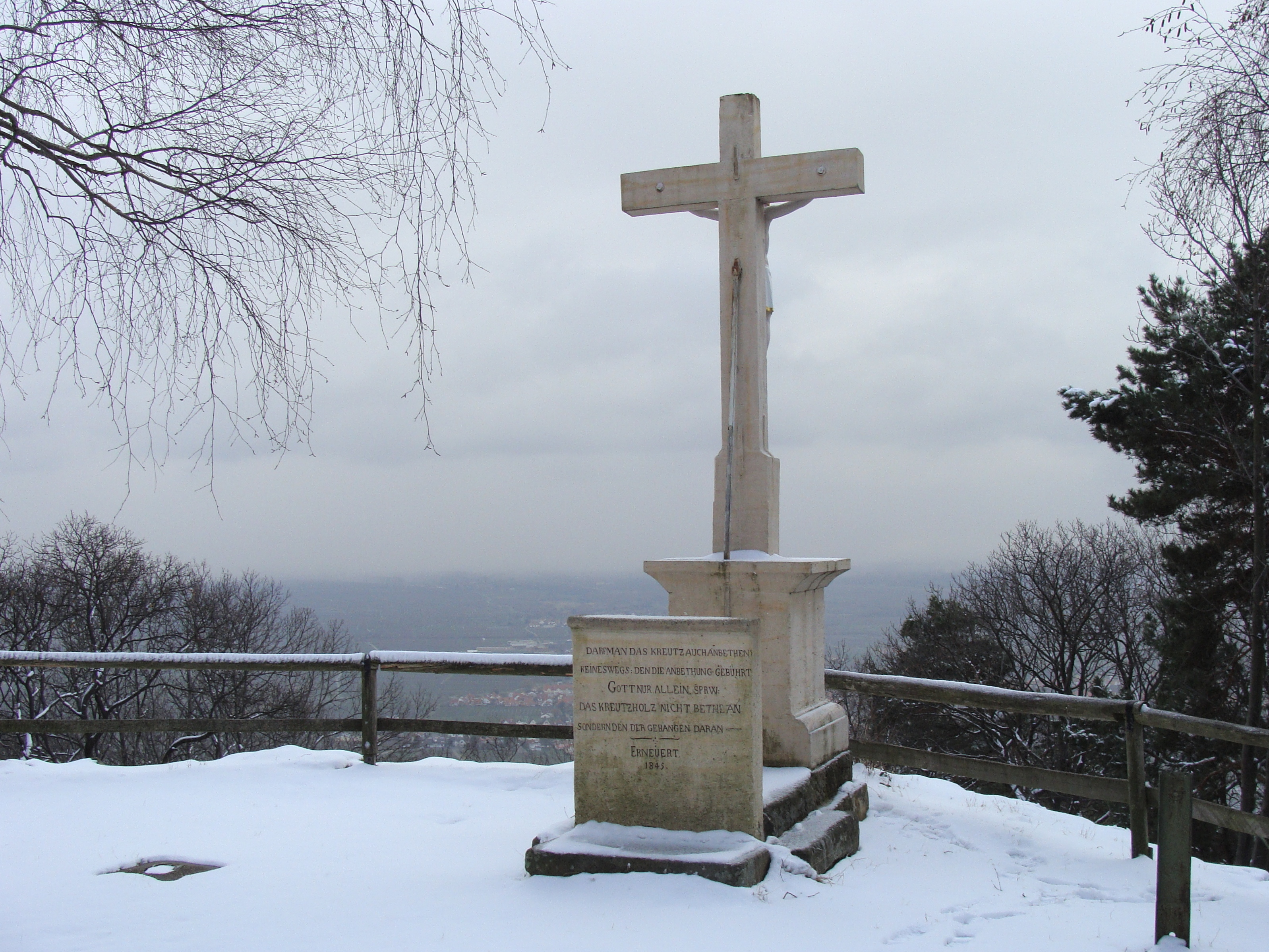
Wetterkreuz
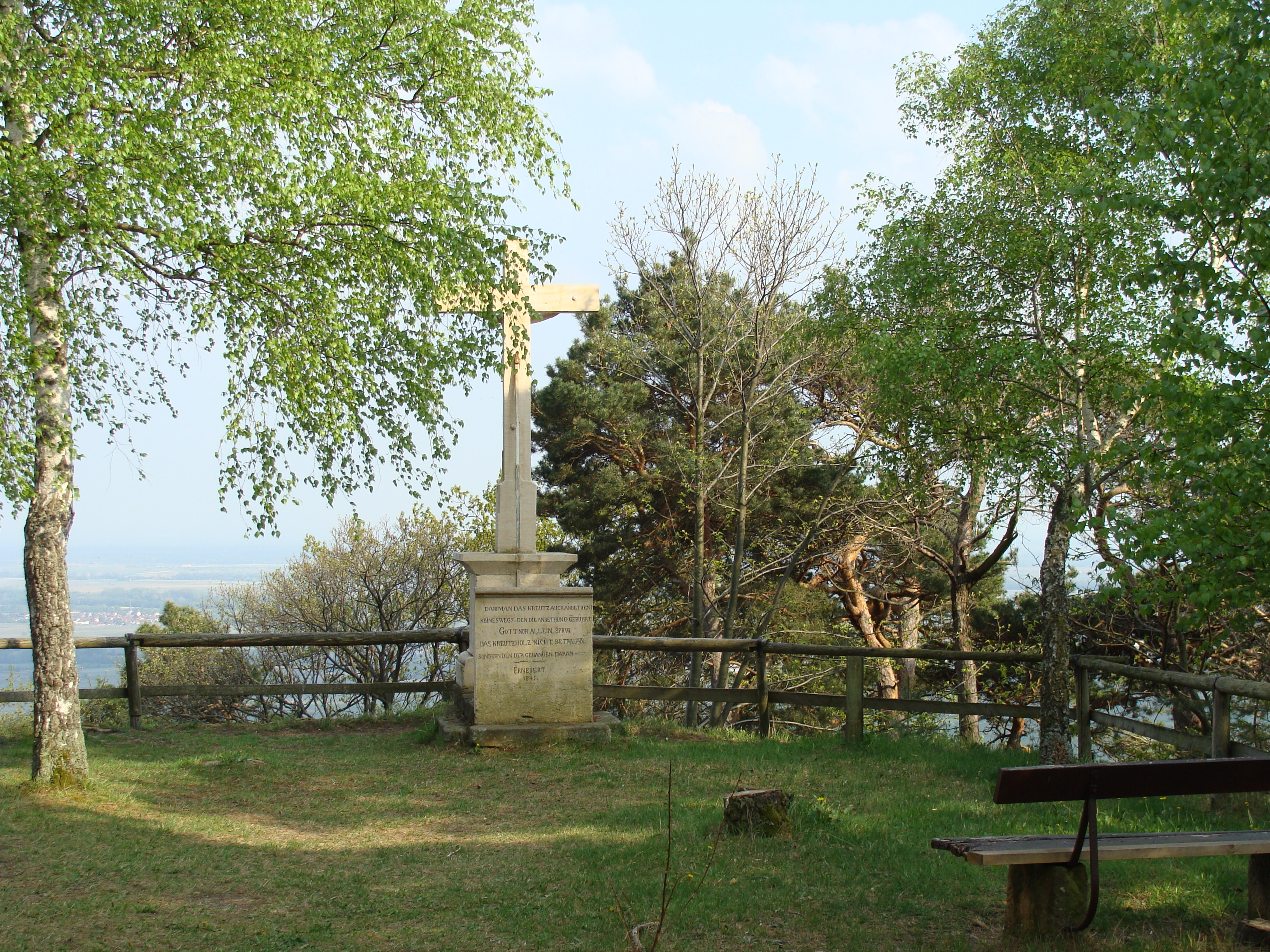
Wetterkreuz

## Beschreibung

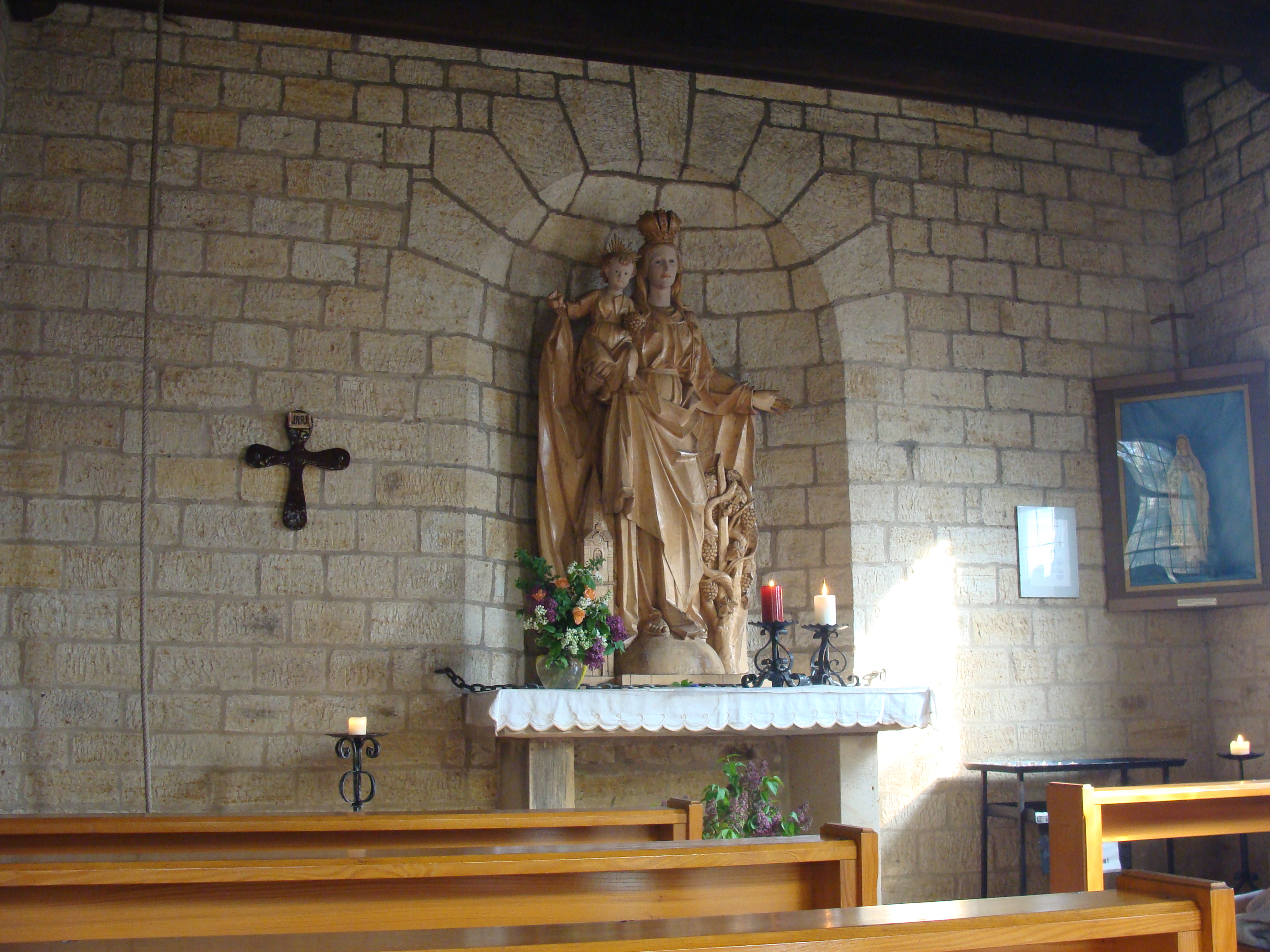
Altar der Maria-Schutz-Kapelle am Wetterkreuzberg

Die Mariä-Schutz-Kapelle ist eine einhallige Kapelle im Heimatstil. Der nach Osten ausgerichtete rechteckige Bau wurde aus behauenen gleichmäßigen Quadern aus gelbem Sandstein mit einem mit Biberschwänzen gedeckten Dach ausgeführt. An der Westseite der Kapelle befindet sich der zurückversetzte Eingang. Der überragende Dachabschluss wird durch zwei massive quadratische Säulen gestützt. Der kleine Turm an der Ostseite ist mit Schieferplatten eingefasst und trägt ein auf einer goldenen Kugel eingelassenes Kreuz. Im Turm befindet sich eine kleine Glocke, die über ein Seil im Innenraum per Hand bedient werden kann. Der Innenraum ist mit einer flachen Holzkonstruktion abgedeckt. Die Ausstattung des Innenraumes besteht aus einfachen Holzbänken und einem kleinen Altar. Im Zentrum des Altars befindet sich eine geschnitzte Holzfigur der Muttergottes mit Jesuskind.

## Zugang
Südöstlich von Alsterweiler aus führt die zum Hüttenhohl verlaufende Kalmithöhenstraße aufwärtssteigend östlich um den Wetterkreuzberg. Nordwestlich, kurz unterhalb des Gipfels befindet sich auf dem Sattel zur Kanzel ein Wanderparkplatz. Von hier aus ist der Gipfel und die Kapelle über einen 200 Meter langen, als Kreuzweg mit fünf Stationen angelegten Waldpfad erreichbar. Ein weiterer Wanderpfad führt von einem kleinen Wanderparkplatz am Waldrand zu Alsterweiler unterhalb des Hotels Waldhaus Wilhelm zur Kapelle. Dieser wurde früher als Prozessionsweg benutzt.

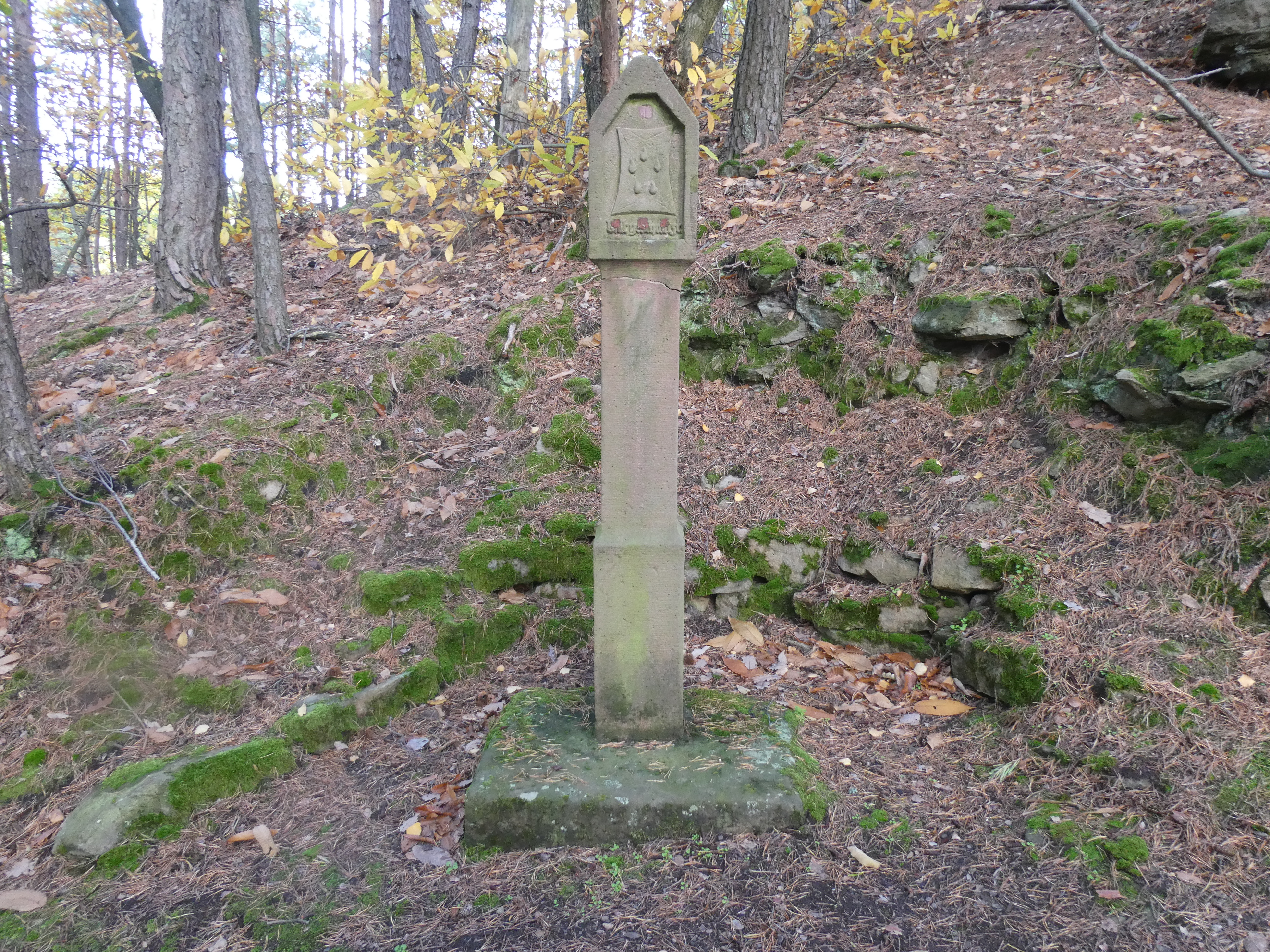
Bildstock I
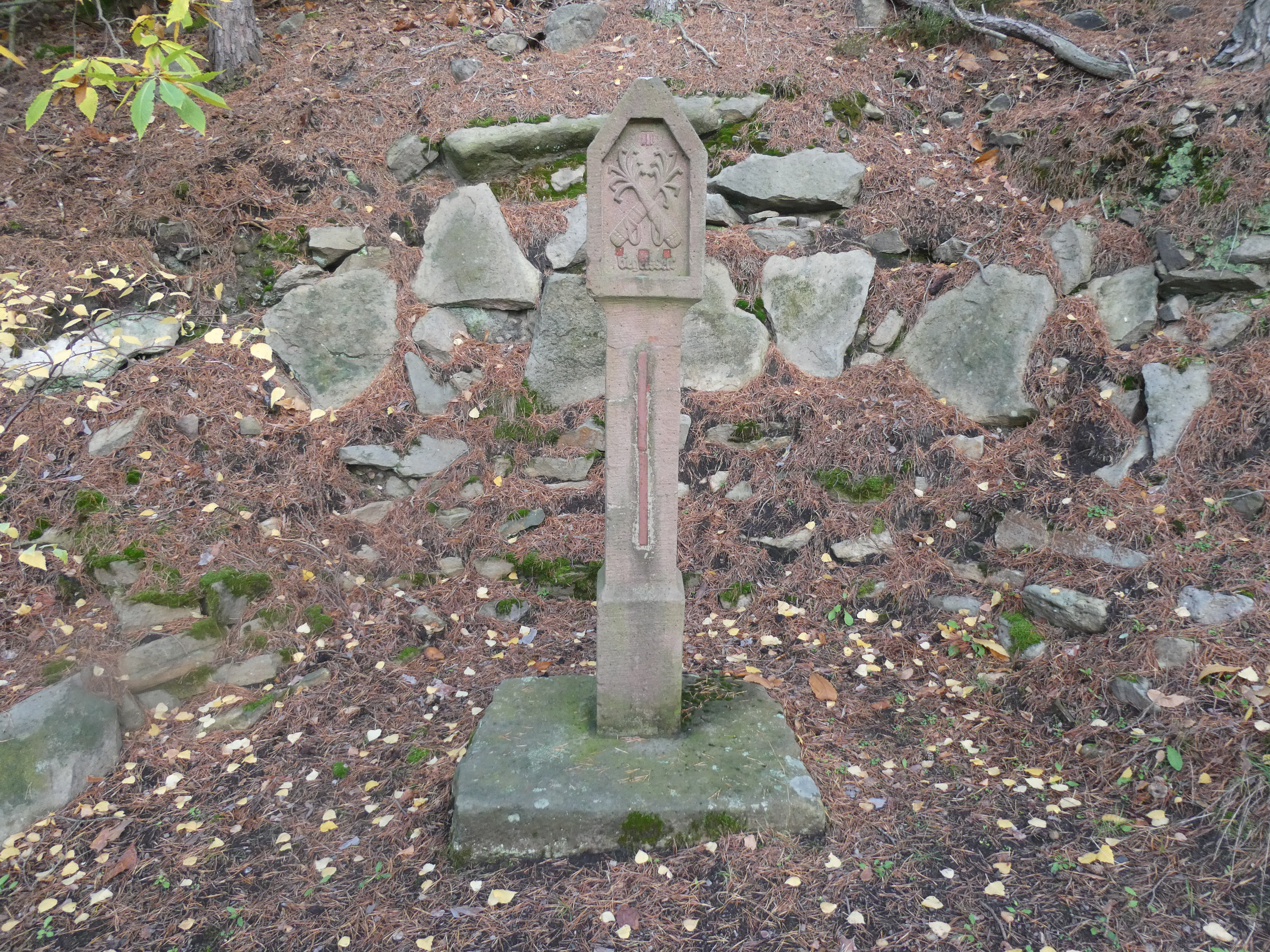
Bildstock II
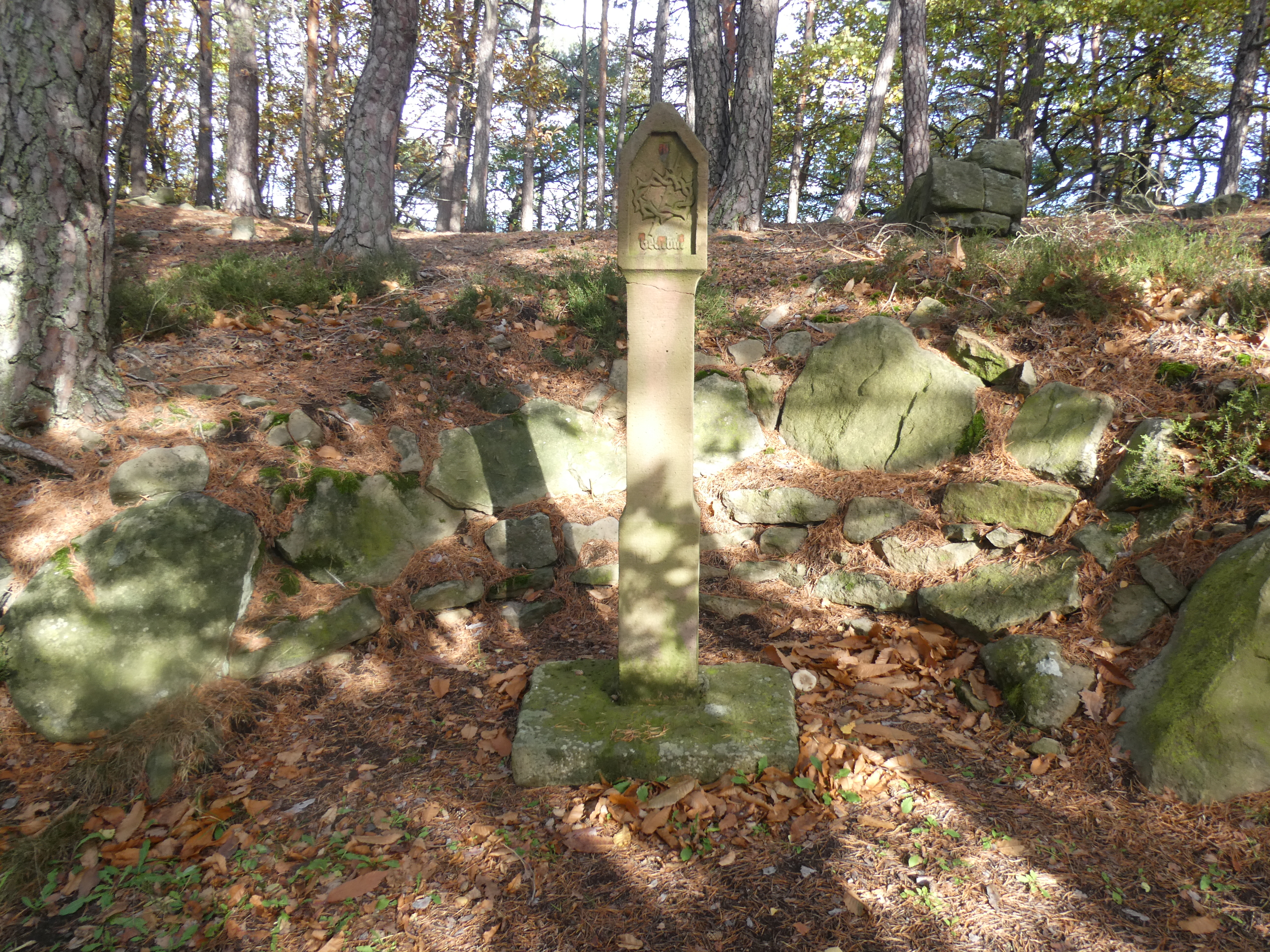
Bildstock III
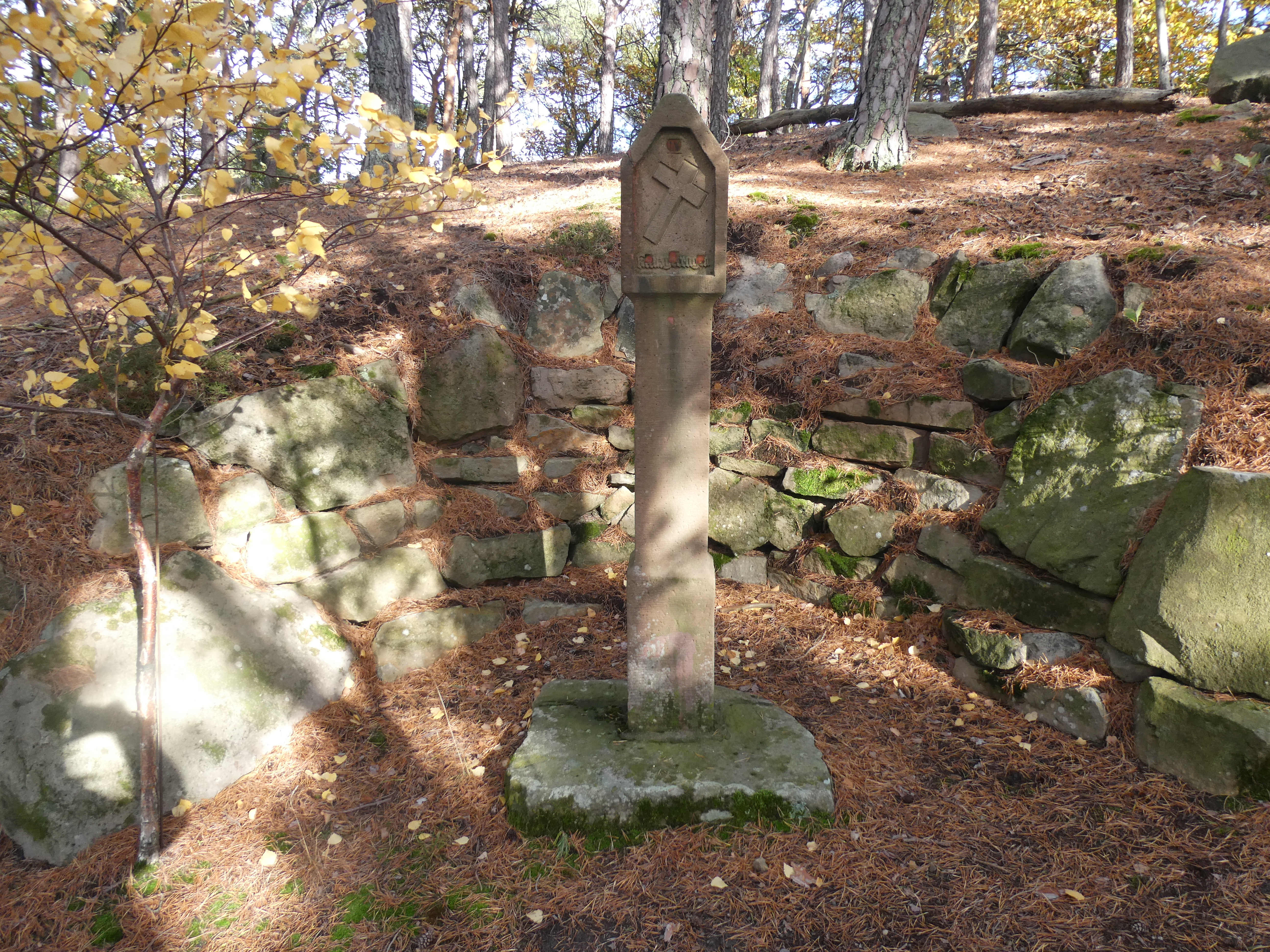
Bildstock IV
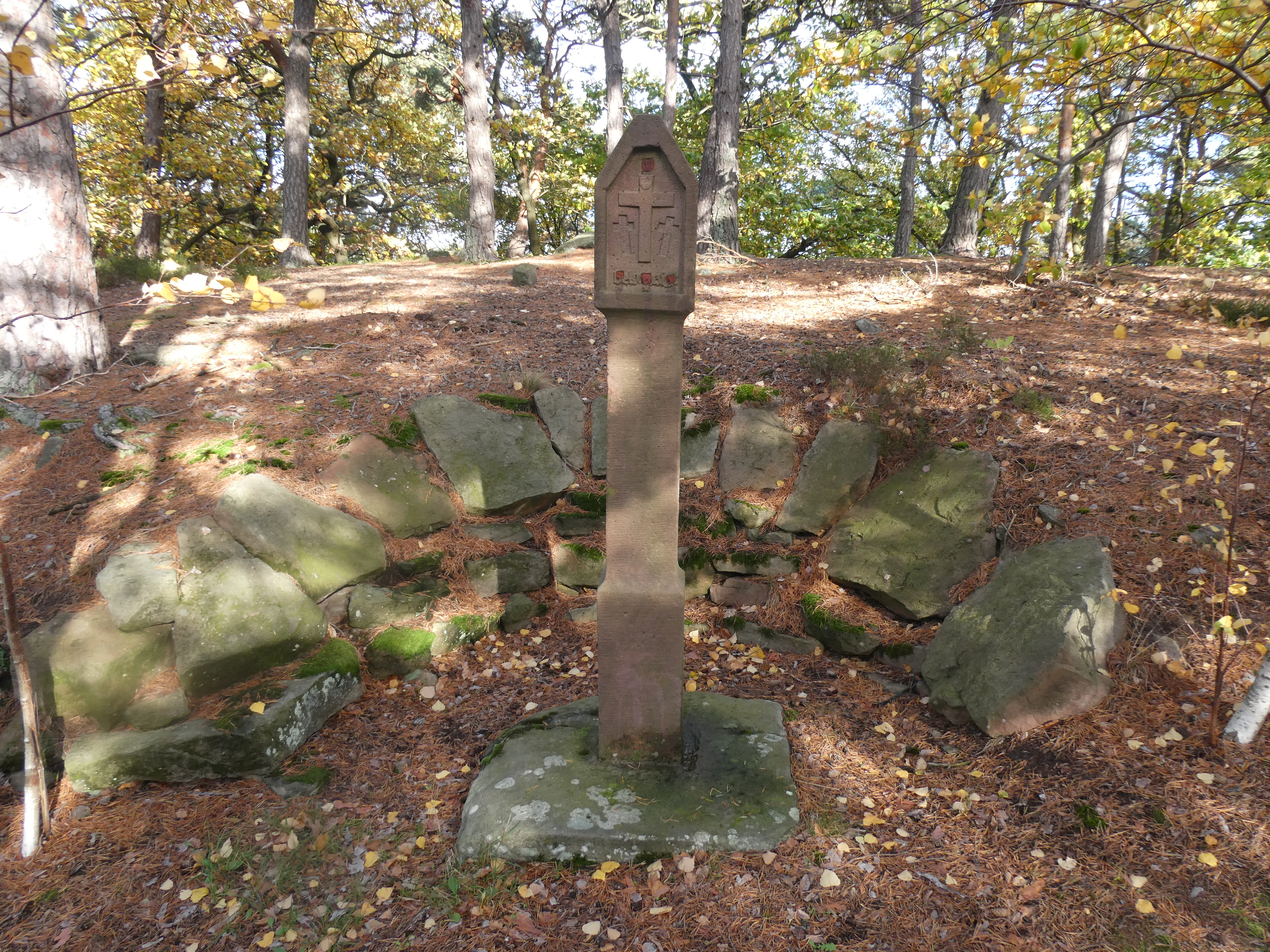
Bildstock V